# Knights of the Golden Circle

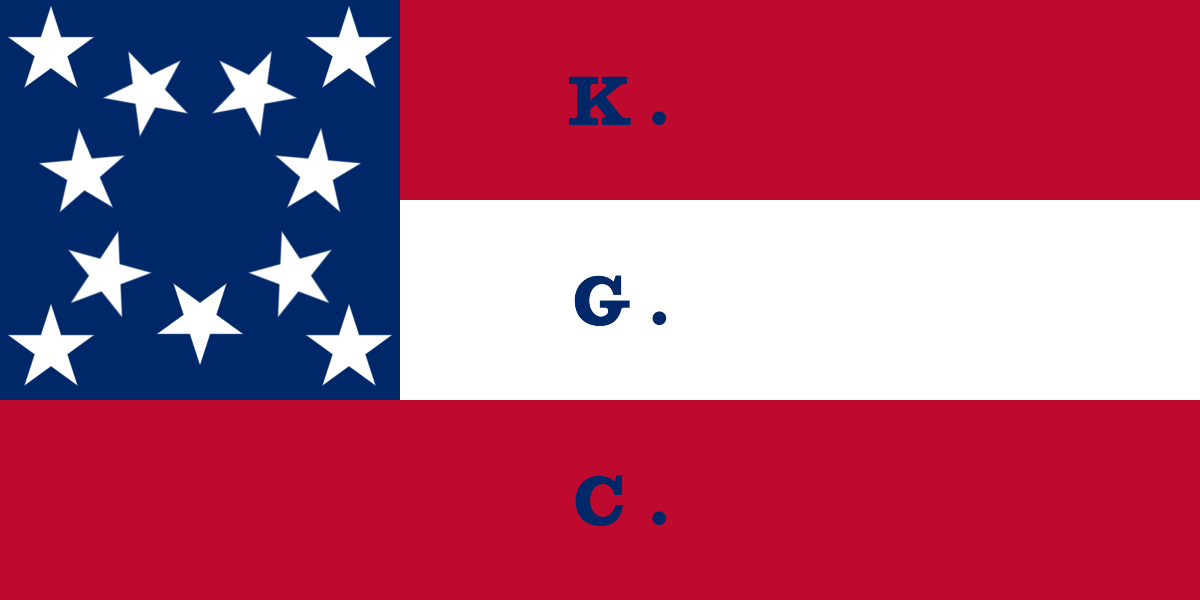
Flagge der Knights of the Golden Circle

Die Knights of the Golden Circle (KGC) waren eine 1854 gegründete US-amerikanische Geheimgesellschaft, deren Ziel es war, ein neues Land mit dem Namen Golden Circle (deutsch: Goldener Kreis) zu schaffen, in dem die Sklaverei legal sein sollte. Der Staat sollte die US-Südstaaten und einen „goldenen Kreis“ von Territorien in Mexiko (das in 25 neue Sklavenhalterstaaten aufgeteilt werden sollte), Mittelamerika, der Karibik und den nördlichen Teilen Südamerikas umfassen. Dieser Kreis hätte seinen Mittelpunkt in Havanna gehabt. Während des Sezessionskriegs verübten radikale Splittergruppen der KGC Sabotageakte in den Nordstaaten unter dem Namen Sons of Liberty, deren Mitglieder später wegen Hochverrats verurteilt wurden. Obwohl es sich bei KGC und den Sons of Liberty um Geheimbünde handelte, war ihre Existenz weithin bekannt.

## Geschichte

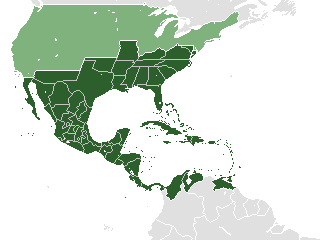
Karte des vorgeschlagenen „Goldenen Kreises“ in Dunkelgrün.

George W. L. Bickley, ein Arzt, Herausgeber und Abenteurer, der in Indiana geboren wurde und in Cincinnati, Ohio, lebte, gründete die Vereinigung und organisierte 1854 das erste castle bzw. den ersten lokalen Zweig in Cincinnati, obwohl die Aufzeichnungen des KGC-Kongresses von 1860 verkündete, dass die Organisation „am 4. Juli 1854 in Lexington, Kentucky, von fünf Herren gegründet wurde, die auf einen Aufruf von George Bickley hin zusammenkamen“. Auf der Flucht vor Gläubigern verließ Bickley Ende der 1850er Jahre Cincinnati und reiste durch den Osten und Süden der USA, um für eine bewaffnete Expedition nach Mexiko zu werben. Das ursprüngliche Ziel der Gruppe war es, den nördlichen Teil Mexikos und die Westindischen Inseln zu kolonisieren, sie den USA als Staaten hinzuzufügen und dort die Sklaverei einzuführen, um die Macht der Sklavenhalterstaaten zu stärken, die durch den Abolitionismus in den Nordstaaten gefährdet war.

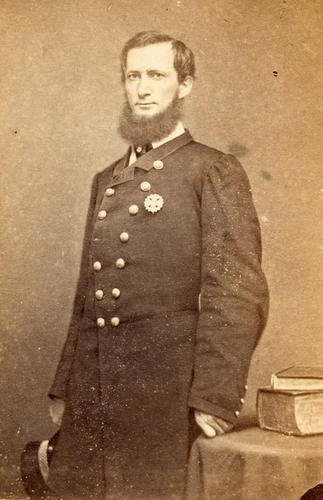
Foto von George W. L. Bickley

Inspiriert war die Organisation durch das Ostende-Manifest (welches den USA den Anspruch auf Kuba zusprach) und die All of Mexico-Bewegung, die einen Anschluss Mexikos an die USA forderte. Bickley konzentrierte sich auf die Annexion Mexikos als einen wesentlichen ersten Schritt in der Expansion und Zeitungsredakteure im gesamten unteren Süden reagierten häufig positiv auf seine Botschaft. Texas erwies sich als Hochburg der Bewegung, wo sie Sam Houston für sich gewinnen konnte. Bickley organisierte zweiunddreißig „Castles“ oder Ortsgruppen in verschiedenen Städten, darunter in Houston, Galveston, Austin, San Antonio, Marshall, Jefferson und La Grange. 1860 versuchte Bickley mit einer privaten Armee in Mexiko einzufallen, konnte jedoch nicht genug Männer für sein Vorhaben mobilisieren. Trotz dieses Fehlschlags wurde er auf dem KGC-Kongress im selben Jahr als Führer der Knights bestätigt.
Mehrere Mitglieder der Regierung von Präsident James Buchanan gehörten dem Orden an, ebenso wie der sezessionistische Senator von Virginia, James M. Mason. Neben Vizepräsident John Breckinridge gehörten auch der Kriegsminister John Floyd und der Finanzminister Howell Cobb dem Kreis an. Um den Amtsantritt von Abraham Lincoln zu verhindern, schmiedeten Angehörige der Knights einen Plot. Der Plan war, Lincoln daran zu hindern, Washington zu erreichen, indem sie ihn in Baltimore gefangen nehmen würden. Anschließend wollten sie den District of Columbia besetzen und ihren Mann Breckinridge anstelle von Lincoln als Präsident einsetzen. Floyd nutzte seine Position als Kriegsminister, um gegen Ende von Buchanans Präsidentschaft Munition und Männer in den Süden zu bringen. Sein Komplott wurde aufgedeckt und führte zu großem Misstrauen, was das Auseinanderbrechen der Union begünstigte.

### Bürgerkrieg
Mit der Wahl von Abraham Lincoln zum Präsidenten der Vereinigten Staaten änderte die KGC in Texas ihren Schwerpunkt von einem Plan zur Ausdehnung des US-Territoriums nach Mexiko hin zur Unterstützung der Abspaltung der Südstaaten von den Vereinigten Staaten. Mitglieder des KGC kämpften im Sezessionskrieg auf Seite der Konföderierten und nahmen eine wichtige Rolle beim New-Mexico-Feldzug ein, mit dem das New-Mexico-Territorium den Konföderierten angeschlossen werden sollte. Ende 1863 organisierte sich der KGC als Order of American Knights neu. Im Jahr 1864 wurde er in den Order of the Sons of Liberty umgewandelt, mit dem Ohio-Politiker Clement L. Vallandigham, dem prominentesten der Copperheads, als oberstem Befehlshaber. Der Gruppe wurden verschiedene Sabotageakte innerhalb der Nordstaaten zugeschrieben, wo sie auch zu Desertation aufriefen. Nach der Enttarnung zahlreicher ihrer Mitglieder wurde die Organisation 1864 aufgelöst. Die Anführer wurden von Militärkommissionen zum Tode oder zu Gefängnisstrafen verurteilt, aber die Urteile wurden 1866 durch eine Entscheidung des Obersten Gerichtshofs der Vereinigten Staaten aufgehoben. Der Gründer Bickley starb 1867 nach seiner Haftentlassung. Geheimgesellschaften wie die Knights of the Golden Circle wurden später zum Vorbild für den Ku-Klux-Klan.

## Struktur
Wie viele andere Geheimgesellschaften hatte auch die KGC ein ausgeklügeltes System von Ritualen, Codes, Zeichen und Passwörtern sowie komplizierte Pläne für ihre militärischen und politischen Operationen. Die Knights waren in drei Abteilungen unterteilt – Militär, Handel und Finanzen sowie Politik –, von denen jede wiederum in zwei Klassen unterteilt war. Als Teil des Initiationsrituals mussten Mitglieder schwören: „Sollte mein Staat oder ein anderer Südstaat von Abolitionisten überfallen werden, werde ich die größtmögliche Truppe zusammenstellen und mich an den Ort der Gefahr begeben“.
Bickley behauptete, der Orden hätte 65.000 Mitglieder und erhöhte seine Angaben später auf 115.000, was jedoch nicht als glaubwürdig eingestuft wurde. Auf dem Papier kontrollierten die Knights außerdem eine Armee von 16.000 Mann.

## Mitglieder
Folgende Personen sollen Mitglieder der Knights of the Golden Circle gewesen sein:
- John C. Breckinridge, US-Vizepräsident[7]
- John Wilkes Booth, Mörder von Abraham Lincoln[8]
- Howell Cobb, US-Finanzminister[4]
- Sam Houston, erster Präsident der Republik Texas[2]
- John Buchanan Floyd, Gouverneur von Virginia und Kriegsminister der Vereinigten Staaten
- Nathan Bedford Forrest, General der Konföderierten und erster Anführer des Ku-Klux-Klan[9]
- Jesse James, Bandit[10]
- John S. Marmaduke, General der Konföderierten und Gouverneur von Missouri.[7]
- James M. Mason, US-Senator aus Virginia[4]
- Buckner Stith Morris, Bürgermeister von Chicago
- Albert Pike, Jurist und General der Konföderierten, bedeutender Freimaurer[7]
- John Allen Wilcox, US-Abgeordneter aus Mississippi